# 451º Fahrenheit
451º Fahrenheit (titlu original Fahrenheit 451) (1953) este un roman aparținând genului Science fiction scris de autorul american Ray Bradbury. Romanul prezintă o societate futuristă în care cărțile sunt interzise, iar pompierii au rolul de a găsi și arde cărțile. Titlul provine de la temperatura la care se aprinde hârtia obișnuită, și anume 451 °F ≈ 233 °C.

## Scrierea și publicarea operei
În 1947, Bradbury a scris o povestire intitulată "Bright Phoenix" (revizuită și publicată ulterior într-un număr din anul 1963 al revistei The Magazine of Fantasy & Science Fiction). Pornind de la premisa ideii de bază din "Bright Phoenix", Bradbury a dezvoltat subiectul în nuvela The Fireman, pe care a publicat-o în numărul din februarie 1951 al revistei Galaxy Science Fiction.
Publicat pentru prima dată în 1953 de Ballantine Books, 451° Fahrenheit este de două ori mai lung decât "The Fireman". Câteva luni mai târziu, romanul a fost serializat în numerele din martie, aprilie și mai 1954 ale revistei Playboy. Bradbury a scris romanul în subsolul Bibliotecii Powell din cadrul UCLA, la o mașină de scris pe care a închiriat-o cu zece cenți pe jumătatea de oră.

## Intriga
Romanul este împărțit în trei părți:
- Partea întâi - Vatra și Salamandra
- Partea a doua - Sita și Nisipul
- Partea a treia - Flacăra stăruitoare

Întorcându-se acasă de la lucru, pompierul Guy Montag își întâlnește noua vecină, o tânără de 17 ani pe nume Clarisse McClellan. Aceasta este o idealistă atrasă de activitățile intelectuale, cu totul deosebită de societatea dominată de divertismentul ieftin, care o și marginalizează din acest motiv. Având acasă o soție interesată doar de acest gen de divertisment și care ia frecvent supradoze de somnifere, Montag este atras de felul de a fi al tinerei. Din păcate, aceasta dispare – aparent în urma unui accident de mașină – dar nu înainte de a schimba ceva în felul lui Montag de a privi lucrurile.
Un alt eveniment impresionant se alătură întâlnirii cu Clarisse: alături de alți pompieri, Montag participă la incendierea locuinței uneie bătrâne care deținea o bibliotecă – lucru ilegal în acea societate. Decât să rămână fără cărțile iubite, femeia preferă să moară odată cu ele, dându-și foc. Montag fură o carte din bibliotecă și, ajuns acasă, o citește pe ascuns, rămânând marcat de ceea ce descoperă acolo.
În zilele următoare face rost de alte cărți și îi cere călăuzirea lui Faber, un fost profesor de literatură engleză. Încercând să atragă în pasiunea pentru literatură pe soția sa și prietenele acesteia, Montag se trezește raportat de aceștia pentru deținere de cărți. Șeful său, căpitanul Beatty, îi cere să își ardă propria casă, dar este ars de viu de Montag.
Urmărit acum de forțele de ordine, Montag îi cere ajutorul lui Faber, care îl îndrumă în afara orașului, spre locul în care se află exilații iubitori de cărți. Ajuns la aceștia, Montag descoperă un grup de oameni care au memorat pe de rost cărți întregi pentru a le putea transmite mai departe din generație în generație și care speră să reușească să reclădească societatea învățând din propriile greșeli. Montag a citit Eclesiastul, incomplet. 

## Lista personajelor
- Guy Montag, protagonistul romanului, este un pompier care prezintă distopia prin ochii unui muncitor loial care ajunge în conflict cu ideologia și, în final, iese de sub influența ei. De-a lungul unei părți importante din carte, Montag nu știe prea multe și crede ce aude. Într-o postfață, Bradbury făcea observația că, după publicarea cărții, a aflat că Montag era numele unei companii de hârtie.
- Clarisse McClellan este o tânără care călătorește cu Montag în drum spre casă. Este o persoană neobișnuită în acea societate fără cărți: expansivă, mereu veselă, neortodoxă și intuitivă. Este nepopulară printre perechi și neagreată de profesori pentru că întreabă "de ce" în loc de "cum" și este atrasă de natură, nu de tehnologie. La câteva zile de la întâlnirea cu Morgan, dispare fără nicio explicație, dar Mildred îl informează ulterior pe Montag (iar Căpitanul Captain Beatty confirmă) că Clarisse a fost lovită de o mașină care mergea cu viteză și că familia a plecat după moartea ei. În postfața unei ediții ulterioare, Bradbury remarca faptul că ecranizarea a modificat finalul, arătând-o pe Clarisse alături de exilați. Departe de a fi nemulțumit de acest lucru, Bradbury l-a folosit în adaptările teatrale ulterioare (în textul original, Montag o vede pe Clarisse doar într-un vis scurt, înainte de se întâlni cu exilații). Se presupune că Montag s-a distanțat de soția sa, Mildred, îndrăgostindu-se în schimb de spiritul liber de șaptesprezece ani.
- Mildred Montag este soția lui Guy Montag. Ea este dependentă de somnifere, absorbită de telenovelele care se desfășoară în televizoarele încastrate în pereți și indiferentă la societatea opresivă care o înconjoară. În ciuda încercărilor lui Guy Montag de a o trezi la viață, rămâne indiferentă în fața noilor idealuri ale soțului ei și ajunge chiar să îl dea pe mâna autorităților pentru deținerea ilegală de cărți.
- Căpitanul Beatty este pompier-șef, fiind superiorul direct al lui Montag. Fost cititor avid de cărți, a ajuns să le urască din cauza tragediei vieții și a contradicțiilor existențe între cărți. Într-o scenă scrisă peste ani de Bradbury pentru sceneta Fahrenheit 451, Beatty îl invită pe Montag la e acasă și îi arată pereți plini cu cărți lăsate să mucegăiască pe rafturi.
- Faber este un fost profesor de limba engleză, care regretă că nu a apărat cărțile la începutul mișcării de interzicere a acestora. Montag îi cere sfatul, amintindu-și că l-a întâlnit odată întâmplător într-un parc. Într-o posfață, Bradbury dezvăluia că Faber este o parte a numelui fabricantului german de creioane, Faber-Castell.
- D-na Bowles și d-na Phelps sunt prietenele lui Mildred. În timpul unei vizite sociale în casa lui Montag, ele decid să elimine toate lucrurile rele din viața lor și să aibă o atitudine onorabilă în fața morții, politicii, copiilor și soților. Când Montag le citește din Dover Beach, d-na Phelps începe să se plângă de goliciunea vieții ei, în timp ce d-na Bowles îl ceartă pe Montag pentru că citește o poezie "dezgustătoare".
- Granger este conducătorul unui grup de intelectuali nomazi care memorează cărțile pentru a le păstra conținutul.
- Stoneman și Black sunt ceilalți pompieri menționați în roman, dar nu au un impact semnificativ asupra poveștii.

## Teme
În general, romanul este considerat o critică a cenzurii statale, dar Bradbury a contrazis această interpretare. Într-un interviu acordat în anul 2007, el declara că romanul explorează efectele televiziunii și mass-mediei asupra citirii cărților. Bradbury a dezvoltat și mai mult subiectul, subliniind că în roman inculpatul nu este statul, ci oamenii. Totuși, în ediția broșată apărută în 1979, Bradbury a dat o nouă decodificare cărții, în care vorbește despre legătura dintre roman și cenzură. Interpretarea se regăsește și în reeditarea din 1987, care încă se mai tipărește.
Către sfârșitul anilor '50, Bradbury făcea observația că romanul atinge problema alienării individului de către mass-media:
„Când lucram la romanul 451° Fahrenheit credeam că descriu o lume care poate deveni realitate în patru sau cinci decenii. Dar doar cu câteva săptămâni în urmă, într-o noapte, un cuplu a trecut pe lângă mine în Beverly Hills plimbându-și câinele. Am rămas cu ochii holbați la ei. Femeia avea într-o mână un radio nu mai mare decât un pachet de țigări, a cărui antenă tremura. Din aceasta ieșeau fire de cupru care mergeau către un con frumos realizat care intra în urechea ei dreaptă. Mergea ca o somnambulă, ignorând bărbatul și câinele, ascultând sunetele și șoaptele tragediei unei melodrame îndepărtate, ajutată să păstreze drumul de soțul care putea să nici nu fie acolo. Aceasta nu era ficțiune.”

## Opinii critice
În recenzia făcută pentru Galaxy, Groff Conklin a plasat romanul "printre marile opere de imaginație scrise în engleză în ultimii zece ani sau chiar mai mult." Pe de altă parte, Boucher și McComas au fost mai puțin entuziaști, acuzând cartea că are "un conținut simplist, uneori cu construcții începute ingenios, . . . deseori cu cascade strălucitoare de sclipiri verbale [dar] prea des reduse doar la cuvinte." Recenzând cartea pentru Astounding Science Fiction, P. Schuyler Miller a catalogat titlul ca "una dintre cele mai amare, aproape isterice diatribe a lui Bradbury", dar a lăudat cartea pentru "lina emoțională și prezentarea sâcâitor de detaliată".

## Istoria publicării
A treia reeditare a primei ediții a fost îmbrăcată în coperți de azbest.
În iunie 2009 a fost publicată o ediție sub forma unui roman grafic, intitulată Ray Bradbury's Fahrenheit 451: The Authorized Adaptation,a cărei versiune broșată a fost ilustrată de Tim Hamilton. Introducerea romanului a fost scrisă de Bradbury.
Pe baza romanului s-a realizat și o carte audio de 4 ore și 30 de minute.
În luna decembrie a anului 2011, romanul a fost lansat în format electronic

## Adaptări
Serialul Playhouse 90 a difuzat în 1957 pe CBS episodul "A Sound of Different Drummers", al cărui scenariu realizat de Robert Alan Aurthur, îmbina idei din romanele 451° Fahrenheit și 1984. Bradbury a dat compania în judecată și a câștigat. În 1966 a fost lansată o ecranizare cu regia și scenariul semnate de François Truffaut, avându-i pe Oskar Werner și Julie Christie în rolurile principale.
În 1982, BBC Radio a realizat o dramatizare a romanului starring Michael Pennington, care a fost redifuzată pe 12 februarie 2012 pe postul BBC Radio 4 Extra. 
În 1986, pe baza romanului s-a realizat un joc pe calculator interactiv intitulat Fahrenheit 451.
În 2006, câștigătoarea premiului Drama Desk Award Godlight Theatre Company a produs și jucat premiera newyorkeză a piesei Fahrenheit 451 at 59E59 Theaters. După terminarea reprezentațiilor la New York, producția a fost transferată la festivalul de la Edinburgh, unde a devenit laureata secțiunii Pick of the Fringe în 2006. 
The American Place Theatre a prezentat o adaptare ”one man show” a romanului ca parte a sezonului 2008–2009 din Literature to Life.
Fahrenheit 451 a inspirat producția celor de la Birmingham Repertory Theatre "Time Has Fallen Asleep in the Afternoon Sunshine", jucată în aprilie 2012 la Biblioteca Centrală din Birmingham.
Filmul Equilibrium s-a inspirat din romanele Fahrenheit 451 și 1984.

## Traduceri în limba română
- 1963 - 451° Fahrenheit, ed. Tineretului, traducere Petre Solomon, 182 pag.
- 1998 - Fahrenheit 451, Ed. Rao, Colecția ”Fahrenheit”, traducere Petre Solomon, 192 pag., ISBN 973-98626-1-6
- 2005 - Fahrenheit 451, Ed. Leda, Colecția ”Galeria fantastică”, traducere Petre Solomon, 228 pag., ISBN 973-7786-34-3
- 2013 - Fahrenheit 451, Ed. Art, Colecția ”Paladin”, traducere Petre Solomon, 176 pag., ISBN 978-973-124-862-2